# Jesionowo (województwo kujawsko-pomorskie)
Jesionowo – wieś w Polsce, w województwie kujawsko-pomorskim, w powiecie tucholskim, w gminie Tuchola, na Pojezierzu Krajeńskim. Wchodzi w skład sołectwa Kiełpin.
Do 2023 miejscowość była częścią wsi Kiełpin.
W latach 1975–1998 Jesionowo administracyjnie należało do województwa bydgoskiego.